# Bosbier
Bosbier is een fruitbier dat gebrouwen wordt door Brouwerij Cornelissen gelegen in Opitter. Het is een roodkleurig bier met een alcoholpercentage van 4%. Dit bier werd gelanceerd in 1989. Bosbier wordt gebrouwen op basis van pilsbier en dit is in fel contrast met de andere fruitbieren die meestal gebrouwen worden op basis van lambiekbieren met de bekende zurige smaak. Bosbier is verkrijgbaar in tonnen van 30 l en flesjes van 25 cl.

## Ontvangen Prijzen
- 1996: Bekroond met de Gouden Kwaliteitsmedaille
- 1997: Bekroond met de Gouden Kwaliteitsmedaille